# Liste des titres musicaux numéro un en France en 1973
Cette page liste les singles classés n°1 des ventes de disques en France durant l'année 1973.

## Numéros un par semaine

### Classement des chansons
| Semaine | Sortie        | Artiste                          | Titre                     |
| ------- | ------------- | -------------------------------- | ------------------------- |
| 1       | 6 janvier     | Frédéric François                | Laisse-moi vivre ma vie   |
| 2       | 13 janvier    | Claude François                  | Le Lundi au soleil        |
| 3       | 20 janvier    | Claude François                  | Le Lundi au soleil        |
| 4       | 27 janvier    | Stone et Charden                 | Le prix des allumettes    |
| 5       | 3 février     | Stone et Charden                 | Le prix des allumettes    |
| 6       | 10 février    | Stone et Charden                 | Le prix des allumettes    |
| 7       | 17 février    | Stone et Charden                 | Le prix des allumettes    |
| 8       | 24 février    | Stone et Charden                 | Le prix des allumettes    |
| 9       | 3 mars        | Sheila et Ringo                  | Les gondoles à Venise     |
| 10      | 10 mars       | Sheila et Ringo                  | Les gondoles à Venise     |
| 11      | 17 mars       | Sheila et Ringo                  | Les gondoles à Venise     |
| 12      | 24 mars       | Sheila et Ringo                  | Les gondoles à Venise     |
| 13      | 31 mars       | Mike Brant                       | Rien qu'une larme         |
| 14      | 7 avril       | Mike Brant                       | Rien qu'une larme         |
| 15      | 14 avril      | Mike Brant                       | Rien qu'une larme         |
| 16      | 21 avril      | Mike Brant                       | Rien qu'une larme         |
| 17      | 28 avril      | Mike Brant                       | Rien qu'une larme         |
| 18      | 5 mai         | Mike Brant                       | Rien qu'une larme         |
| 19      | 12 mai        | Mike Brant                       | Rien qu'une larme         |
| 20      | 19 mai        | Mike Brant                       | Rien qu'une larme         |
| 21      | 26 mai        | Mike Brant                       | Rien qu'une larme         |
| 22      | 2 juin        | Roméo                            | Maman                     |
| 23      | 9 juin        | Michel Sardou                    | La maladie d'amour        |
| 24      | 16 juin       | Michel Sardou                    | La maladie d'amour        |
| 25      | 23 juin       | Michel Sardou                    | La maladie d'amour        |
| 26      | 30 juin       | Michel Sardou                    | La maladie d'amour        |
| 27      | 7 juillet     | Michel Sardou                    | La maladie d'amour        |
| 28      | 14 juillet    | Michel Sardou                    | La maladie d'amour        |
| 29      | 21 juillet    | Michel Sardou                    | La maladie d'amour        |
| 30      | 28 juillet    | Johnny Hallyday et Sylvie Vartan | J'ai un problème          |
| 31      | 4 août        | Johnny Hallyday et Sylvie Vartan | J'ai un problème          |
| 32      | 11 août       | Johnny Hallyday et Sylvie Vartan | J'ai un problème          |
| 33      | 18 août       | Michel Sardou                    | La maladie d'amour        |
| 34      | 25 août       | Demis Roussos                    | Goodbye, My Love, Goodbye |
| 35      | 1er septembre | Michel Sardou                    | La maladie d'amour        |
| 36      | 8 septembre   | Guy Bedos et Sophie Daumier      | La drague                 |
| 37      | 15 septembre  | Guy Bedos et Sophie Daumier      | La drague                 |
| 38      | 22 septembre  | Guy Bedos et Sophie Daumier      | La drague                 |
| 39      | 29 septembre  | Guy Bedos et Sophie Daumier      | La drague                 |
| 40      | 6 octobre     | Mike Brant                       | Tout donné, tout repris   |
| 41      | 13 octobre    | Mike Brant                       | Tout donné, tout repris   |
| 42      | 20 octobre    | Christian Vidal                  | Angélique                 |
| 43      | 27 octobre    | Christian Vidal                  | Angélique                 |
| 44      | 3 novembre    | Christian Vidal                  | Angélique                 |
| 45      | 10 novembre   | Christian Vidal                  | Angélique                 |
| 46      | 17 novembre   | Christian Vidal                  | Angélique                 |
| 47      | 24 novembre   | Christian Vidal                  | Angélique                 |
| 48      | 1er décembre  | Christian Vidal                  | Angélique                 |
| 49      | 8 décembre    | Johnny Hallyday                  | Noël interdit             |
| 50      | 15 décembre   | Roméo                            | Petit papa Noël           |
| 51      | 22 décembre   | Roméo                            | Petit papa Noël           |
| 52      | 29 décembre   | Michel Delpech                   | Les divorcés              |